# Syndrome de König

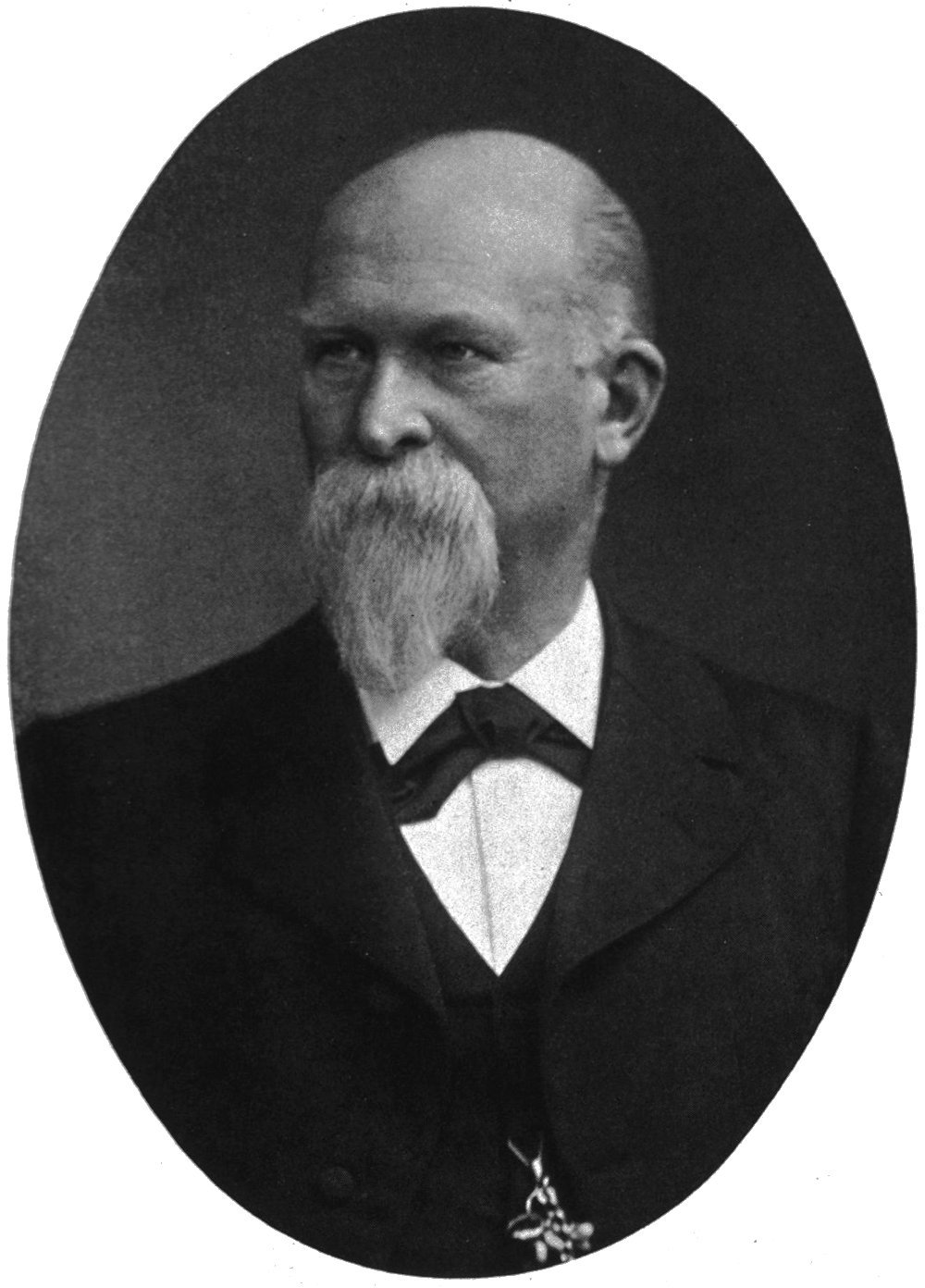
Franz König (10 février 1832 - 12 décembre 1910)

Le syndrome de König (ou Koenig) est un syndrome clinique caractérisé par des douleurs abdominales très brutales, principalement péri-ombilicales (autour du nombril) transitoires et rapidement progressives.
Ce syndrome est dû à un dysfonctionnement de l'intestin grêle. Lors de la crise, le volume de l'intestin grêle augmente car il résiste à la tension due par un obstacle qui le rétrécit. La douleur ressentie pendant la crise se traduit par des contractions intestinales tellement violentes qu'elles provoquent l'impossibilité pour le patient de rester à la verticale. 
Il rassemble des symptômes divers à prédominance post-prandiaux précoce. La topographie est fixe, les signes associés sont nombreux : météorisme, borborygmes, arrêt des gaz et résolution brutale avec soulagement à type de débâcle hydro-aérique. Ces symptômes sont en rapport avec un mécanisme occlusif transitoire du tube digestif.
Cette pathologie ne doit pas être confondue avec la maladie de König (ostéochondrite disséquante).